# Maya (letteratura spagnola)
Le mayas o maias sono, nella poesia lirica tradizionale spagnola, canzoni che esaltavano il trionfo della primavera e dell'amore nel mese di maggio (mayo).
Non si conserva, nella letteratura in lingua spagnola, nessuna poesia anteriore a questa, che è già del XVI secolo: